# Emotionale Stabilität
Emotionale Stabilität ist im Gegensatz zur emotionalen Labilität die ausgeprägte Fähigkeit zur Kontrolle der eigenen Emotionen. Emotional stabile Personen zeigen ausgeglichene und wenig sprunghafte emotionale Reaktionen sowie die Fähigkeit zur raschen Überwindung von Misserfolgen und Rückschlägen. Das Persönlichkeitsmerkmal „emotionale Stabilität/Labilität“ entspricht dem Konstrukt des Neurotizismus im Eysenckschen Modell der Persönlichkeit. Emotionale Stabilität wird in verschiedenen Persönlichkeitstests, wie MMPI, NEO-FFI oder BIP erfasst.
Das Gegenteil emotionaler Stabilität findet sich bei der emotional instabilen Persönlichkeitsstörung.